# Rezerwat przyrody Dolina Świergotki
Dolina Świergotki – leśny rezerwat przyrody położony w gminie Cedynia. Został powołany na mocy zarządzenia Ministra Ochrony Środowiska i Zasobów Naturalnych z dnia 11 maja 1989 roku. Zajmuje powierzchnię 11,21 ha (akt powołujący podawał 11,00 ha).
Ochronie podlega stanowisko buczyny pomorskiej, grądu z przytulią leśną na granicy jego występowania oraz wąwóz rzeki Świergotki.
Rezerwat wchodzi w skład Cedyńskiego Parku Krajobrazowego. Jest udostępniony do ruchu turystycznego.